# トランプ死の時計

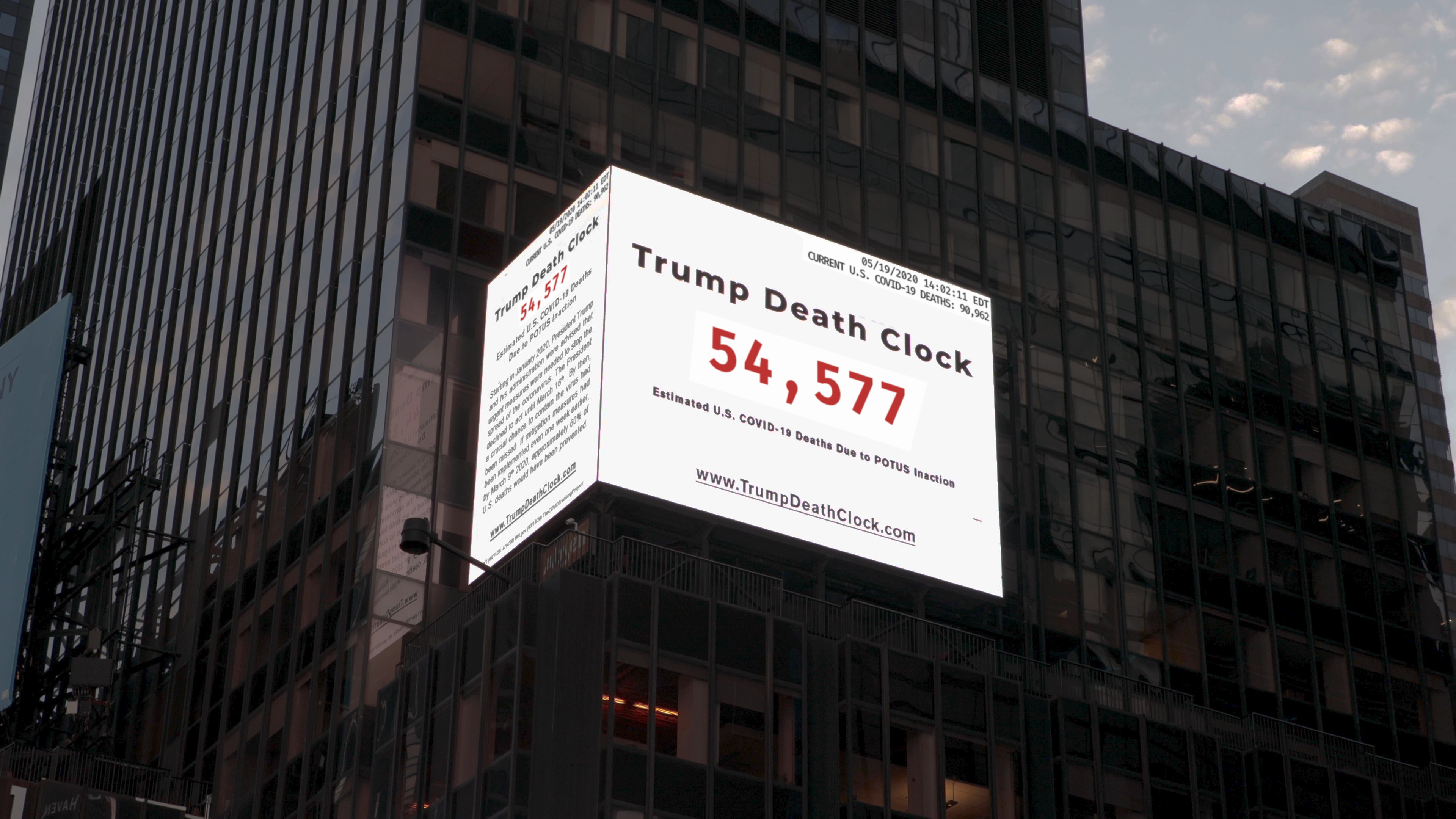
2020年5月19日のトランプ死の時計

トランプ死の時計（トランプしのとけい、英：The Trump Death Clock）は、新型コロナウイルス感染症の流行時にドナルド・トランプ米大統領の対応が遅れたことが原因で死亡したと理論的に主張されている死者数を表示する掲示板   。  
ユージーン・ジャレッキーによって作成された この掲示板は、ウェブサイトとして始まり、後にタイムズスクエアのブロードウェイとウェスト43rdストリートとの交差点に設置された。この掲示板は、新型コロナウイルス感染症の流行への対応が1週間早ければ、感染によるアメリカの死者数が60％少なかったであろうという主張に基づいている 。2020年6月20日、ジャレッキー氏は、トランプ米大統領の支持者に「実際の数字に基づいて選択をする機会を（持って）」もらうために、トランプ米大統領のタルサでの選挙集会の期間に携帯端末版のトランプ死の時計を運用した。 